# Nitrobacter
Nitrobacter es un género de bacterias gram negativas, la mayoría de las cuales tiene forma de bastón, se conocen comúnmente como nitrobacterias, y son quimioautotróficas que participan activamente en el ciclo del nitrógeno.

## Clasificación y características
Las bacterias nitrificantes nitrobacterias se clasifican como quimiolitótrofos obligados. Esto simplemente significa que deben utilizar sales minerales inorgánicas como fuente de energía y por lo general no pueden sintetizar la materia orgánica. Deben oxidar amoníaco y nitritos para suplir sus necesidades de energía y fijar el dióxido de carbono inorgánico (CO
2) para cubrir sus necesidades de carbono. En su mayoría carecen de capacidad motriz de forma que deben colonizar una superficie (grava, arena, medios de vida sintéticos, etc.) para un crecimiento óptimo. Secretan una sustancia pegajosa esencial que utilizan para adherirse. Estas bacterias oxidan los nitritos (NO−
2) convirtiéndolos en nitrato (NO−
3).
Algunas fuentes consideran a Nitrobacteraceae como miembros de la familia del género nitrobacter. Pertenecen al género nitrobacter las especies Nitrobacter winogradskyi, Nitrobacter hamburgensis, Nitrobacter vulgaris y  Nitrobacter alkalicus. De acuerdo con Grundmann, Las nitrobacterias parecen crecer de manera óptima a 38 °C y a un pH de 7,9, pero Holt afirma que las nitrobacterias crecen óptimamente a 28 °C y crecen dentro de un intervalo de pH de 5,8 a 8,5, con un pH óptimo entre 7,6 y 7,8. Las nitrobacterias pertenecen a la subclase α Proteobacteria.
Las nitrobacterias puede ser o bien en forma de varilla, en forma de pera o pleomórficas. Las células normalmente se reproducen por gemación (Holt & Hendricks, 1993). Algunos oxidos de carbono que ayudan a la fijación del carbono se encuentran en las células cultivadas litoautotrófica y mixotróficamente. Otras inclusiones de reserva de energía son los gránulos de PHB (β-poli-hidroxibutiratos) y polifosfatos. En presencia tanto de nitrito como de sustancias orgánicas, las células pueden mostrar un crecimiento bifásico, primero utilizando el nitrito y después de una fase temporal, provocando la oxidación de la materia orgánica. El crecimiento quimioorganotrófico es lento y desequilibrado de manera que se observan más gránulos de β-poli-hidroxibutirato que distorsionan la forma y tamaño de las células.

## Papel en el ciclo del nitrógeno
Las nitrobacterias juegan un papel importante en el ciclo del nitrógeno por oxidación de nitrito en nitrato en el suelo. A diferencia de las plantas, en donde la transferencia de electrones en la fotosíntesis proporciona la energía para la fijación de carbono, las nitrobacterias extraen energía de la oxidación de iones nitrito, NO−
2, en iones de nitrato, NO−
3, para suplir sus necesidades energéticas y fijan el dióxido de carbono a través del ciclo de Calvin para cubrir sus requisitos de carbono.
Las nitrobacterias se manejan bien con un pH óptimo entre 7,3 y 7,5, y morirán con temperaturas superiores a los 49 °C) o por debajo de los 0 °C.

## Utilidad en acuaponía
Las nitrobacterias desempeñan un papel esencial en acuaponía. Primeramente, las bacterias nitrosomonas convierten el amoníaco en nitritos. Luego, las nitrobacterias convierten los nitritos en nitratos, de manera que son fácilmente absorbidos por las plantas.